# Плоскосеминский
Плоскосеминский — посёлок в Ребрихинском районе Алтайского края. Посёлок Плоскосеминский является центром Плоскосеминского сельсовета.
В посёлке 4 улицы: 40 лет Победы, Молодёжная, Октябрьская, Школьная.

## История
Основан в 1922 г. В 1928 году посёлок Плоско-Семеновский состоял из 81 хозяйства, основное население — русские. В административном отношении являлся центром Плоско-Семеновского сельсовета Ребрихинского района Барнаульского округа Сибирского края.

## Население
| 1926 | 1997 | 1998 | 1999 | 2000 | 2001 |
| ---- | ---- | ---- | ---- | ---- | ---- |
| 471  | ↗585 | ↘571 | ↗577 | →577 | ↘560 |
| 2002 | 2003 | 2004 | 2005 | 2006 | 2007 |
| ↘554 | ↘539 | ↘535 | ↘506 | ↘492 | ↘484 |
| 2008 | 2009 | 2010 | 2011 | 2012 | 2013 |
| ↘470 | ↗472 | ↘387 | ↘382 | ↘361 | ↘359 |
| 2014 | 2015 | 2016 | 2017 | 2018 | 2019 |
| ↘349 | ↘332 | ↘325 | ↘316 | ↘310 | ↘295 |
| 2020 | 2021 |      |      |      |      |
| ↘288 | ↘283 |      |      |      |      |

Национальный состав
Согласно результатам переписи 2002 года, в национальной структуре населения русские составляли 92 %.